# 1. Goya-gála
Az 1. Goya-gála során az 1986-ban bemutatott spanyol filmeket értékelték. A jelölteket az Academy of Cinematographic Arts and Sciences of Spain választotta ki. A madridi Teatro Lope de Vegaban tartott ceremóniát az Televisión Española közvetítette 1987. március 17-én. A műsor házigazdája Fernando Rey volt. A gála során José F. Aguayo kapta meg a tiszteletbeli Goya-díjat. Az első gálán részt vett I. János Károly spanyol király és Zsófia spanyol királyné is.

## Győztesek és jelöltek
A nyertesek félkövérrel jelölve.

### Fő díjak
| Legjobb film | Legjobb rendező |
| --- | --- |
| - El viaje a ninguna parte - 27 horas - Az álmok fele                                                                     | - Fernando Fernán Gómez – El viaje a ninguna parte - Emilio Martínez Lázaro – Lulú de noche - Pilar Miró – Werther |
| Legjobb férfi főszereplő                                                                                                  | Legjobb női főszereplő                                                                                             |
| - Fernando Fernán Gómez – Mambrú elment a háborúba - Juan Diego – Dragón Rapide - Jorge Sanz – A fények éve               | - Amparo Rivelles – Hay que deshacer la casa - Victoria Abril – Tiempo de silencio - Ángela Molina – Az álmok fele |
| Legjobb férfi mellékszereplő                                                                                              | Legjobb női mellékszereplő                                                                                         |
| - Miguel Rellán – Tata mía - Antonio Banderas – Matador - Agustín González – Mambrú elment a háborúba                     | - Verónica Forqué – A fények éve - Chus Lampreave – A fények éve - María Luisa Ponte – El hermano bastardo de Dios |
| Legjobb forgatókönyv | Legjobb iberoamerikai film                                                                                         |
| - Fernando Fernán Gómez – El viaje a ninguna parte - edro Beltrán – Mambrú elment a háborúba - José Luis Borau – Tata mía | - La película del rey – Argentína - Pequeña revancha – Venezuela - A halál ideje – Kolumbia                        |

### Egyéb díjak
| Legjobb operatőr | Legjobb vágás |
| --- | --- |
| - Teo Escamilla – Bűvös szerelem - José Luis Alcaine – Az álmok fele - Hans Burmann – Werther                                                               | - Eduardo Biurrun – Banter - Pablo González del Amo – El viaje a ninguna parte - José Luis Matesanz – Werther        |
| Legjobb hang | Legjobb eredeti filmzene                                                                                             |
| - Werther – Bernardo Menz, Enrique Molinero - El hermano bastardo de Dios – Alfonso Pino, Carlos Faruolo - Luna de agosto} – Alfonso Pino, José María Bloch | - Milladoiro – Az álmok fele - Xavier Montsalvatge – Dragón Rapide - Emilio Arrieta – El disputado voto del Sr. Cayo |
| Legjobb látványtervezés | Legjobb jelmeztervezés                                                                                               |
| - Félix Murcia – Dragón Rapide - Ramiro Gómez – Bandera negra - Wolfgang Burmann – Befejezetlen románc                                                      | - Gerardo Vera – Bűvös szerelem - Elisa Ruiz, Javier Artiñano – Dragón Rapide - Gerardo Vera – Az álmok fele         |
| Legjobb smink | |
| - Fernando Florido – Dragón Rapide - José Antonio Sánchez – El viaje a ninguna parte                                                                        | |

## Fordítás
- Ez a szócikk részben vagy egészben  a(z)   1st Goya Awards című angol Wikipédia-szócikk fordításán alapul.  Az eredeti cikk szerkesztőit annak laptörténete sorolja fel. Ez a jelzés csupán a megfogalmazás eredetét és a szerzői jogokat jelzi, nem szolgál a cikkben szereplő információk forrásmegjelöléseként.